# Arsenico (singolo)
Arsenico è un singolo del cantante italiano Aiello, pubblicato il 19 aprile 2019 e primo estratto dal primo album in studio Ex voto.

## Video musicale
Diretto da Mauro Gervasi, il videoclip è stato pubblicato il 25 gennaio 2019 attraverso il canale YouTube del cantante e vede la partecipazione dell'influencer Emma De Longis.

## Classifiche
| Classifica (2019) | Posizione massima |
| ----------------- | ----------------- |
| Italia            | 46                |